# Бойцовская долина
«Бойцо́вская долина» (англ. Fight Valley) — американский кинофильм, вышедший 22 июля 2016 года.

## Аннотация
Тори Коро была найдена мертвой, но о причинах её смерти доподлинно никому не известно.
Ходят слухи, что она стала ещё одной жертвой некоего клуба для боев, организованного подпольно в безлюдном промышленном парке. Это место известно как Бойцовская долина. После того как неделями не было никаких зацепок от полиции сестра Тори, Виндзор, приезжает в город, чтобы начать собственное расследование.
Вскоре она узнает, что Тори дралась за деньги, чтобы сводить концы с концами. Если обычная девушка Виндзор хочет выяснить правду по поводу загадочной смерти Тори, то ей придется проложить свой собственный путь в Бойцовскую долину. Хоть бывшая чемпионка подпольного клуба по кличке Джебс (Миша Тейт) и зарекалась, что ноги её больше не будет в долине, она согласилась тренировать Виндзор, чтобы та смогла выжить на опасной и полной неожиданностей тропе, которой собирается следовать. Каждый угол. Каждый переулок. Каждый дверной проем. Она должна пройти по следам сестры до самого конца, чтобы встретиться лицом к лицу с убийцей Тори в Бойцовской долине.

## В ролях

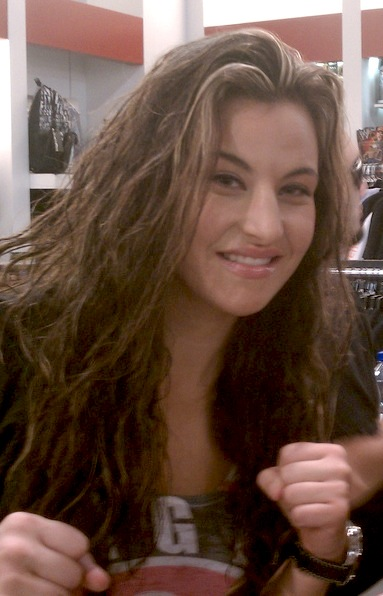
Миша Тейт топовый боец UFC в женской легчайшей весовой категории. Бывшая чемпионка UFC и бывшая чемпионка Strikeforce в женском легчайшем весе — сыграла роль Джебс

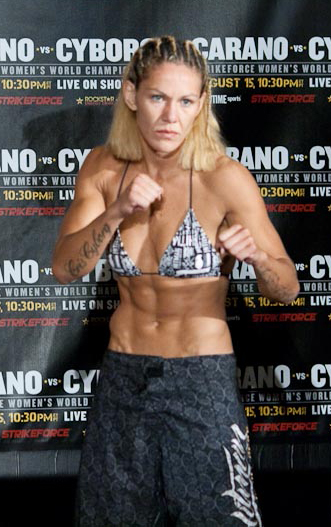
Крис Сайборг чемпион Invicta FC в полулегком весе. Бывший чемпион Strikeforce в женском полулегком весе. Бывший чемпион UFC в полулегком весе, чемпион Bellator — сыграла роль Чёрч

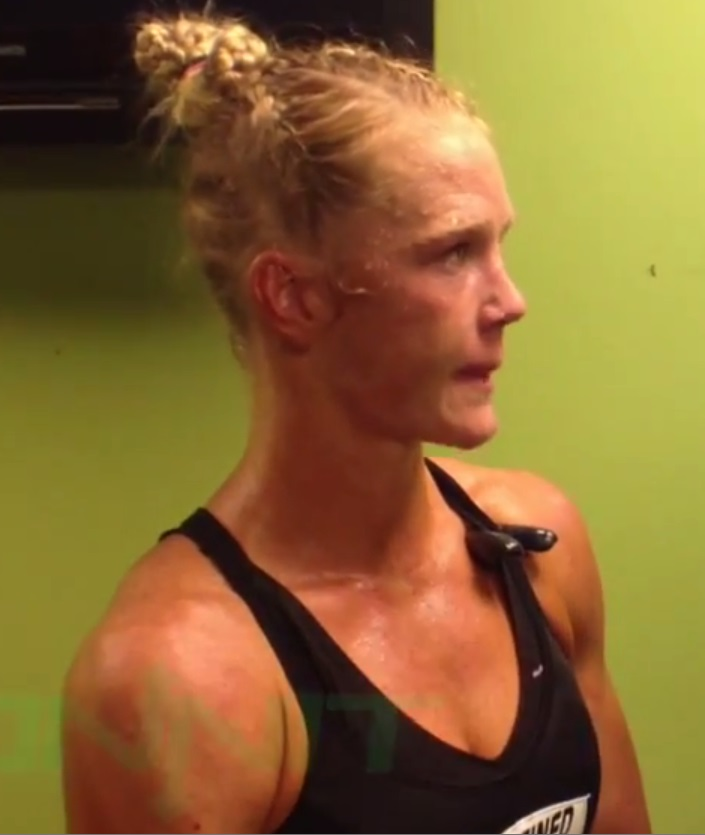
Холли Холм — топовый боец UFC в женской легчайшей весовой категории. Бывшая чемпионка UFC, 18и кратная чемпионка Мира по боксу — сыграла роль Пейтен Уолш

| Актёр              | Роль                                   |
| ------------------ | -------------------------------------- |
| Миша Тейт          | Джебс                                  |
| Крис Сайборг       | Чёрч                                   |
| Холли Холм         | Пейтен Уолш                            |
| Кэтлин Чукагян     | Боец на парковке                       |
| Susie Celek        | Виндзор (главная героиня, сестра Тори) |
| Эрин О’Брайэн      | Дюк (девушка Тори)                     |
| Кари Дж. Крамер    | Йанни (подруга Тори и Дюка)            |
| Кабрина Коллесайдс | Джемми (подруга Тори и Дюка)           |
| Chelsea Durkalec   | Тори Коро                              |
| Джефферсон Сандерс | Стейкс                                 |

| Актёр                | Роль                     |
| -------------------- | ------------------------ |
| Ivy Lashawn Coleman  | Грейси                   |
| Steve Downing        | Gamble                   |
| Сальваторе Франциоса | Джино Тори (отец Тори)   |
| Bonnie Bruderer      | Мэдисон Коро (мать Тори) |
| Ariel Gramazio       | Марго                    |
| Александрия Уильямс  | Миа                      |
| Cindy Serrano        | Сидней                   |
| Amanda_Serrano       | Вивиан                   |
| Tommy Russick        | Сами (босс Джебс)        |

## Саундтрек
| №  | Название                                | Автор(ы)                     | Длительность |
| -- | --------------------------------------- | ---------------------------- | ------------ |
| 1. | «Chasing Shadows»                       | Cloud Hex                    | 3:46         |
| 2. | «Rain»                                  | Jelly Roll                   | 4:36         |
| 3. | «Lucky»                                 | Eve to Adam                  | 3:11         |
| 4. | «Start a War»                           | Bobaflex                     | 4:02         |
| 5. | «Blood 4 Blood»                         | Artifas                      | 4:12         |
| 6. | «Listen to Me (feat. Avonlea Montague)» | Cash L3wes, Avonlea Montague | 4:07         |
| 7. | «Pure Power (Original Mix)»             | Zardonic                     | 4:52         |
| 8. | «Zombie Barbie»                         | Levitika                     | 3:09         |
| 9. | «Footsteps»                             | Pop Evil                     | 4:22         |

## Критика
На сайте Metacritic фильм получил 22 из 100 баллов на основе 4 рецензий.